# Billy Baird
William John "Billy" Baird, född 18 mars 1884 i Ottawa, Ontario, död 4 december 1968 i Ottawa, var en kanadensisk professionell ishockeyspelare. 

## Karriär
Billy Baird inledde ishockeykarriären i Ottawa och Winnipeg och lämnade i januari 1904, 19 år gammal, hemstaden Ottawa för att spela med Pittsburgh Athletic Club i den semiprofessionella amerikanska ligan Western Pennsylvania Hockey League. Säsongen 1904–05 anslöt han till Pittsburgh Professionals i den nybildade helprofessionella ligan International Professional Hockey League och spelade från och till för klubben under tre säsonger. I januari 1907 återvände Baird till Ottawa för att spela med Ottawa Senators i Eastern Canada Amateur Hockey Association och gjorde två mål på sex matcher för klubben innan det i mars samma år bar av till Manitoba för spel i Portage la Prairie.
Baird spelade senare för Haileybury Comets i Timiskaming Professional Hockey League samt med Waterloo Colts och Galt Professionals i Ontario Professional Hockey League fram till och med 1911.